# ممنتو موری (آلبوم دپش مد)
ممنتو موری (با طراحی"Memento | Mori" روی جلد آلبوم) پانزدهمین آلبوم استودیویی دپش مد است که در ۲۴ مارس ۲۰۲۳، توسط شرکت ضبط کلمبیا و میوت منتشر شد. این اولین آلبوم استودیویی گروه پس از مرگ اندی فلچر، از بنیان‌گذاران گروه می‌باشد.

## زمینه
در ۲۶ مه ۲۰۲۲، اندی فلچر به‌طور غیرمنتظره ای درگذشت و علت مرگ بعداً دیسکسیون آئورت اعلام شد. اگرچه کار بر روی آلبوم قبل از مرگ فلچر آغاز شد، اما دیو گاهان در مصاحبه ای با ان‌ام‌ئی اظهار داشت که فلچر در هیچ بخشی از آلبوم مشارکت نداشته‌است.
در اوت ۲۰۲۲، تصویری از مارتین گور و دیو گاهان در استودیو در رسانه‌های اجتماعی به اشتراک گذاشته شد که نشان می‌داد آنها در استودیو مشغول کار بر روی آلبوم جدید هستند.

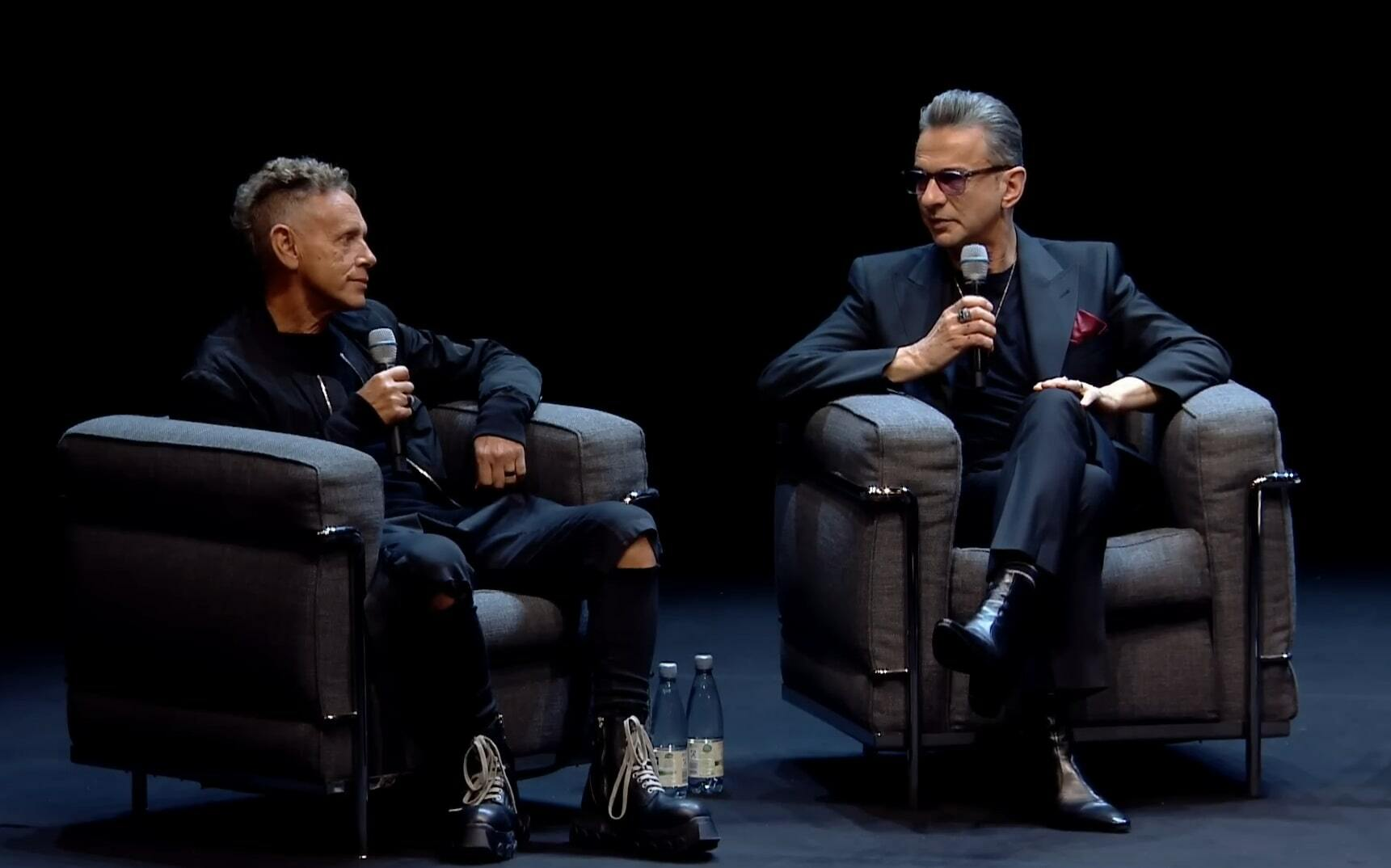
گور و گاهان در کنفرانس مطبوعاتی در برلین دربارهٔ آلبوم آینده خود بحث می‌کنند.

در ۴ اکتبر ۲۰۲۲، گروه یک کنفرانس مطبوعاتی در برلین برگزار کرد و آلبوم آینده خود را با عنوان Memento Mori و یک تور جهانی برای همراهی با آن اعلام کرد.
شرحی از آلبوم در وب‌سایت رسمی گروه منتشر شد: «۱۲ قطعه آلبوم گستره وسیعی از حالات و بافت‌ها را ترسیم می‌کند، از آغاز شوم آن تا تصمیم پایانی آن – که گستره‌ای از پارانویا و وسواس به کاتارسیس و شادی را در بر می‌گیرد و به تعداد بیشماری از نقاط بین دست می‌یابد. "

## انتشار
در ۳ فوریه ۲۰۲۳، حساب رسمی توییتر گروه اعلام کرد، آهنگ " Ghosts Again " به عنوان اولین تک آهنگ آلبوم در تاریخ ۹ فوریه همراه با موزیک ویدیو منتشر خواهد شد.
در ۹ مارس، "My Cosmos Is Mine" در پلتفرم‌های استریم برای تبلیغ بیشتر آلبوم منتشر گردید. به صورت تک آهنگ منتشر نشد.

## بازخورد
| بررسی جمعی      | بررسی جمعی |
| منبع            | رتبه‌بندی   |
| --------------- | ---------- |
| انی‌دیسنت‌میوزیک؟ | 8.0/10.0   |
| متاکریتیک       | 86/100     |
| بررسی انتقادی   |            |
| منبع            | رتبه‌بندی   |
| 'آرت دسک        | [ ۱۱ ]     |
| کلش             | 8/10       |
| گاردین          | [ ۱۳ ]     |
| ایندیپندنت      | [ ۱۴ ]     |
| لاین آو بست فیت | 9/10       |
| ان‌ام‌ئی          | [ ۱۶ ]     |
| پیچفورک         | 7.1/10     |
| ریکورد کالکتر   | [ ۱۸ ]     |
| رولینگ استون    | [ ۱۹ ]     |
| آن کات          | [ ۹ ]      |

ممنتو موری نمره ۸۶ از ۱۰۰ را در میان چهارده نقد در وبگاه متاکریتیک دریافت کرد که نشان‌دهنده «تحسین جهانی» است. " گاردین " به آن ۴/۵ ستاره داد و نوشت: "اشعار گور می‌گوید-آنچه می‌بینی همیشه در مورد ضروریات زندگی بهترین است - رابطه جنسی و مرگ - و Ghosts Again بهترین تک آهنگ این زوج در اعصار است، یک مدیتیشن طولانی دربارهٔ مرگ و میر. این مختصر و قدرتمند است. صدای هر دو در آن خوب است. تریل‌های همخوانی گور هرگز غنی‌تر از Soul With Me نبوده‌اند، در حالی که گاهان همیشه بی‌قرار از اپرا گرفته تا خزنده، او [در واقع] فردی مرکوری الکتروپاپ است. گرما در ادغام موسیقی صنعتی با ملودی ظریف آلبوم وجود دارد، و جیمز فورد تهیه‌کننده، جرقه‌های عجیبی را در آهنگ‌هایی مانند My Cosmos Is Mine ایجاد می‌کند. برای رکوردی که درگیر مرگ است، قلب بزرگش از زندگی می‌ترکد.»
کوری گرو از رولینگ استون پیام این آلبوم را ستود و اظهار داشت: «اعتراف به مرگ و میر، بسیاری از ممنتو موری را تعریف می‌کند، اما هرگز احساس سنگینی یا حتی آنقدر عبوس نیست. برخی از آهنگ‌ها حتی شاداب به نظر می‌رسند." او نتیجه گرفت: "مثل همیشه در دپش مد، همه چیز به مقدار زیادی اهمیت دارد، و در ممنتو موری، مخاطرات بیشتر از همیشه به نظر می‌رسد."
نظر کریستینا جالرو از ای‌بی‌سی نیوز نیز در مورد آلبوم نیز مثبت بود و اظهار داشت: «۱۲ قطعه کاملاً دپش هستند، از نظر صدا کاملاً مست، از نظر هنری هیجان‌انگیز و گاهی گیج‌کننده. موسیقی عاشقانه به ورطه خیره شده و از آن می‌خواهد که دوباره آن را دوست داشته باشد. مرگ همیشه در حاشیه صدا معلق است، صدایی گرانج، صنعتی و بارانی نیز مملو از مهربانی عجیبی است. دپش مد ممکن است با مرگ و میر روبرو شود، اما قدرت آنها به عنوان نوازنده تا بی‌نهایت گسترش می‌یابد.»

## فهرست آهنگ ها
| شماره      | نام                     | نویسنده(ها)                        | مدت   |
| ---------- | ----------------------- | ---------------------------------- | ----- |
| ۱.         | «My Cosmos Is Mine»     |                                    | ۵:۱۸  |
| ۲.         | «Wagging Tongue»        | گور دیو گاهان                      | ۳:۲۵  |
| ۳.         | «Ghosts Again»          | گور ریچارد باتلر                   | ۳:۵۸  |
| ۴.         | «Don't Say You Love Me» | گور باتلر                          | ۳:۴۴  |
| ۵.         | «My Favourite Stranger» | گور باتلر                          | ۳:۵۵  |
| ۶.         | «Soul with Me»          |                                    | ۴:۱۵  |
| ۷.         | «Caroline's Monkey»     | گور باتلر                          | ۴:۱۷  |
| ۸.         | «Before We Drown»       | گاهان پیتر گوردنو ایگنر            | ۴:۰۸  |
| ۹.         | «People Are Good»       |                                    | ۴:۲۴  |
| ۱۰.        | «Always You»            |                                    | ۴:۱۹  |
| ۱۱.        | «Never Let Me Go»       |                                    | ۴:۰۴  |
| ۱۲.        | «Speak to Me»           | گاهان مارتا سالونی ایگنر جیمز فورد | ۴:۳۷  |
| مجموع مدت: | مجموع مدت:              | مجموع مدت:                         | ۵۰:۲۴ |

## پرسنل
- دیو گاهان
- مارتین ال. گور

نوازندگان اضافی
- مارتا سالونی – برنامه‌نویسی
- جیمز فورد – برنامه‌نویسی، سینت سایزر (ترک‌های ۱–۸، ۱۰–۱۲)؛ طبل، پرکاشن (۱، ۳–۶، ۸، ۱۰–۱۲)؛ گیتار (۴، ۶، ۱۱)، زهی (۴، ۱۲)، گیتار استیل پدالی (۴)، گیتار بیس (۵، ۱۱، ۱۲)
- داویده روسی – زهی، ویولن سل، ویولن (۳–۶، ۸، ۱۰، ۱۲)
- دزیره هزلی – ویولن (۳–۶، ۸، ۱۰، ۱۲)
- Luanne Homzy – ویولن (۳–۶، ۸، ۱۰، ۱۲)
- کریستین ایگنر - برنامه‌نویسی (۸، ۱۲)
- پیتر گوردنو – برنامه‌نویسی (۸)

فنی
- جیمز فورد – تهیه‌کننده
- مارتا سالونی – اختلاط، مهندسی صدا
- مت کولتون – مسترینگ
- فرانسین پری - کمک مهندسی
- Grace Banks - کمک مهندس
- گرگ وایت - کمک مهندسی (۱، ۳–۶، ۸، ۱۰–۱۲)
- آدریان هیرهولزر – مهندسی آواز (۳، ۴، ۱۱)

اثر هنری
- آنتون کوربین – جلد، تمام جلوه‌های بصری، کارگردانی هنری، طراحی